# Gewöhnliches Bitterkraut
Das Gewöhnliche Bitterkraut (Picris hieracioides) oder Habichtskraut-Bitterkraut ist eine Pflanzenart aus der Gattung der Bitterkräuter (Picris) innerhalb der Familie der Korbblütler (Asteraceae).

## Beschreibung

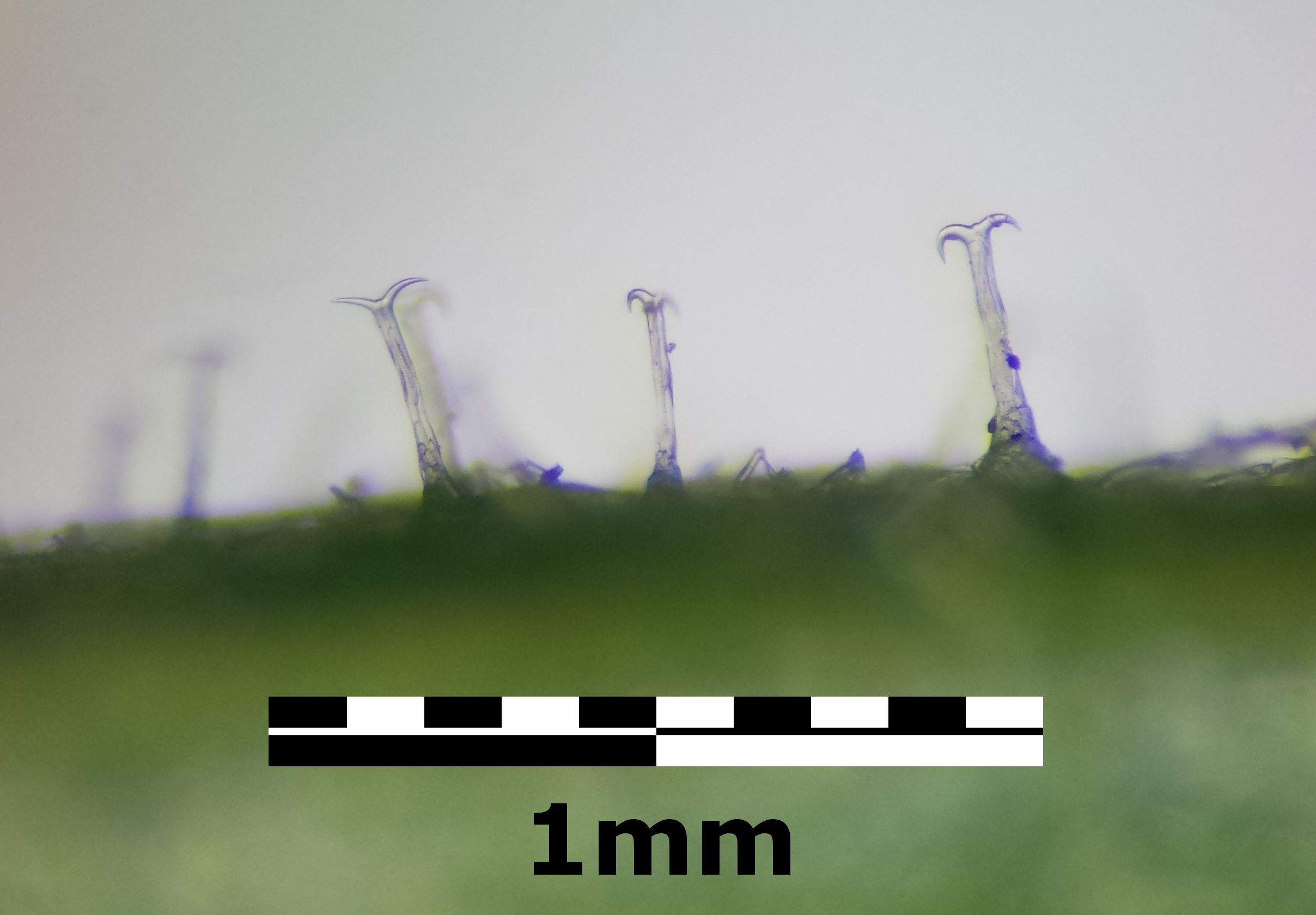
Die Trichome besitzen meist ankerförmige Widerhaken

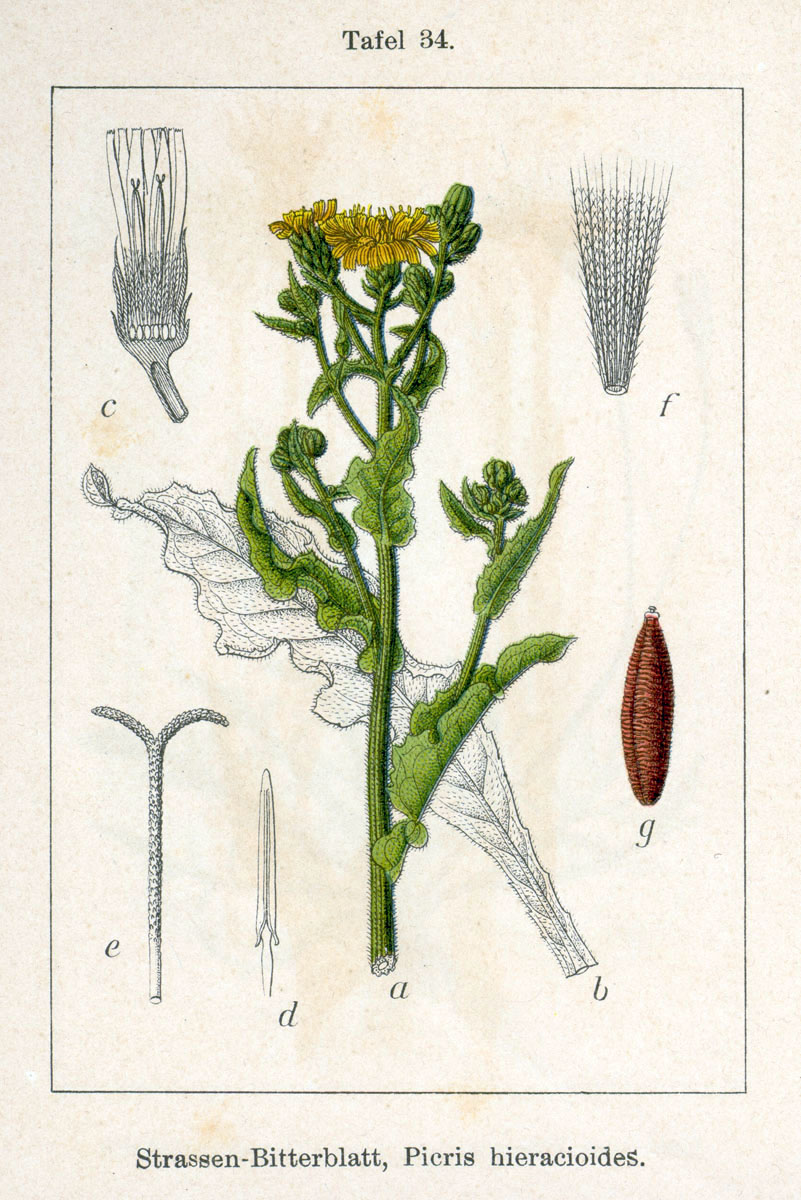
Illustration

### Vegetative Merkmale
Das Gewöhnliche Bitterkraut ist eine zweijährige bis ausdauernde krautige Pflanze, die Wuchshöhen von 30 bis 90, selten bis zu 150 Zentimetern erreicht. Die oberirdischen Pflanzenteile sind borstig behaart. Die Pflanzenteile enthalten Milchsaft. Das relativ kurze Rhizom bildet Knospen und schmeckt bitter. Der Stängel ist aufrecht, oben verzweigt, borstig behaart, selten oben kahl.
Die Laubblätter sind länglich bis lanzettlich, ungeteilt, gezähnelt bis buchtig gezähnt, beiderseits zerstreut bis dicht borstig behaart. Die Grundblätter und die unteren Stängelblätter sind gestielt. Die oberen Laubblätter sind mit gerundetem Grund sitzend.

### Generative Merkmale
Die Blütezeit liegt, je nach Unterart, im Mai bis Oktober. In einem doldenrispigen Gesamtblütenstand sind die körbchenförmigen Teilblütenstände locker angeordnet. Die Blütenkörbchen weisen einen Durchmesser von etwa 1 Zentimeter auf und enthalten nur Zungenblüten. Korbschäfte und Hülle sind mit weißlichen, oft gegabelten Borstenhaaren besetzt oder kahl. Die Hülle ist in der Mitte meist eingeschnürt und enthält zwei Reihen von Hüllblätter. Die Hüllblätter sind 10 bis 15 Millimeter lang, mit kleinen, länglich-lanzettlichen, widerhakig behaarten, schwarzgrünen Außenhüllblättern. Ein Blütenkorb enthält 44 bis 75 Zungenblüten. Die zygomorphen Zungenblüten sind gelb, außen etwas rot überlaufen und doppelt so lang wie die Hüllblätter.
Die Achänen sind 2,5 bis 5 Millimeter lang, etwas gebogen, kurz oder undeutlich geschnäbelt und meist schwarzbraun. Der Pappus besitzt ungleiche federige und schneeweiß Pappushaare, die etwa 6 Millimeter lang sind.
Die Chromosomenzahl beträgt 2n = 10.

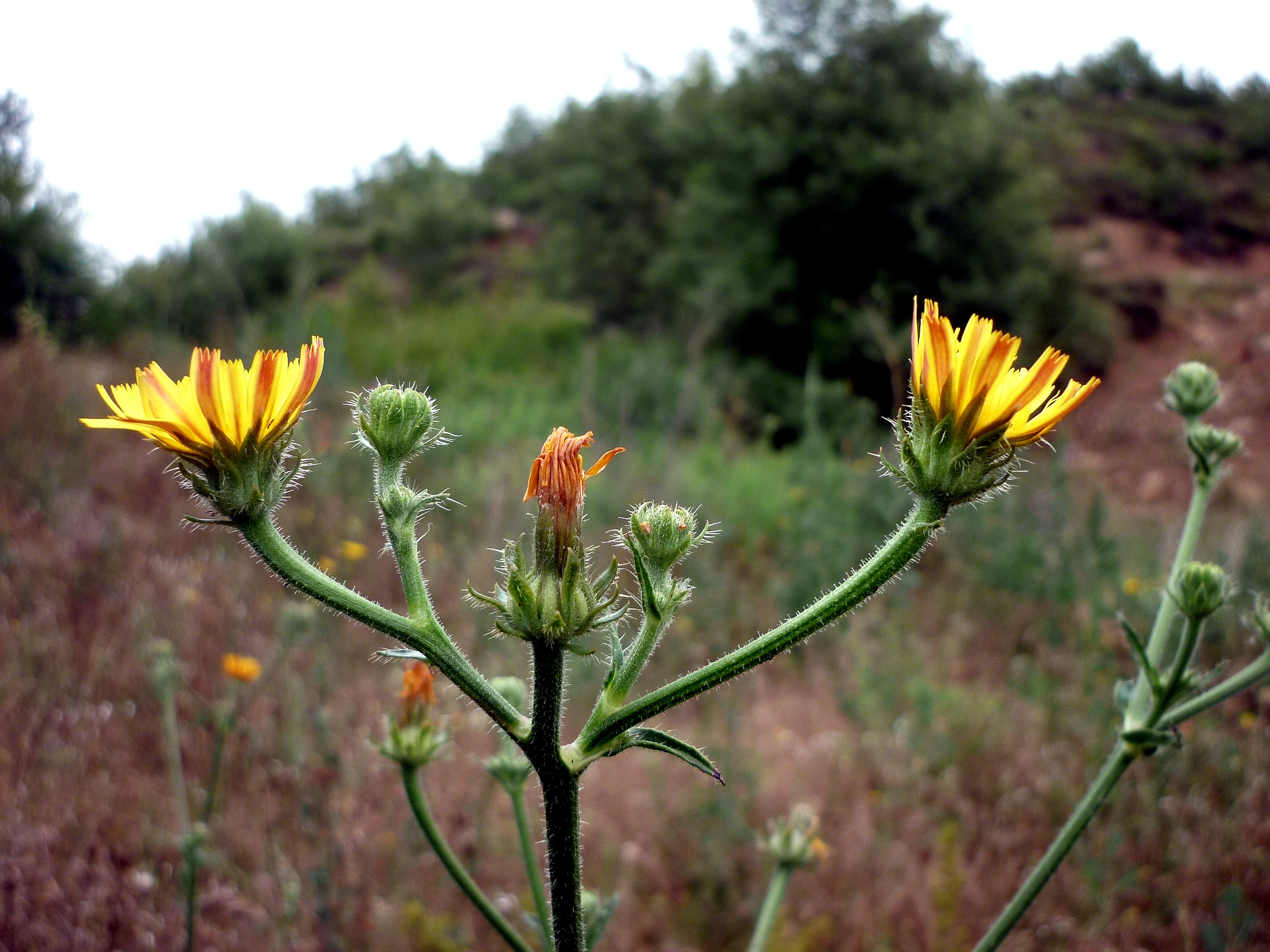
Blütenkörbe im Habitat

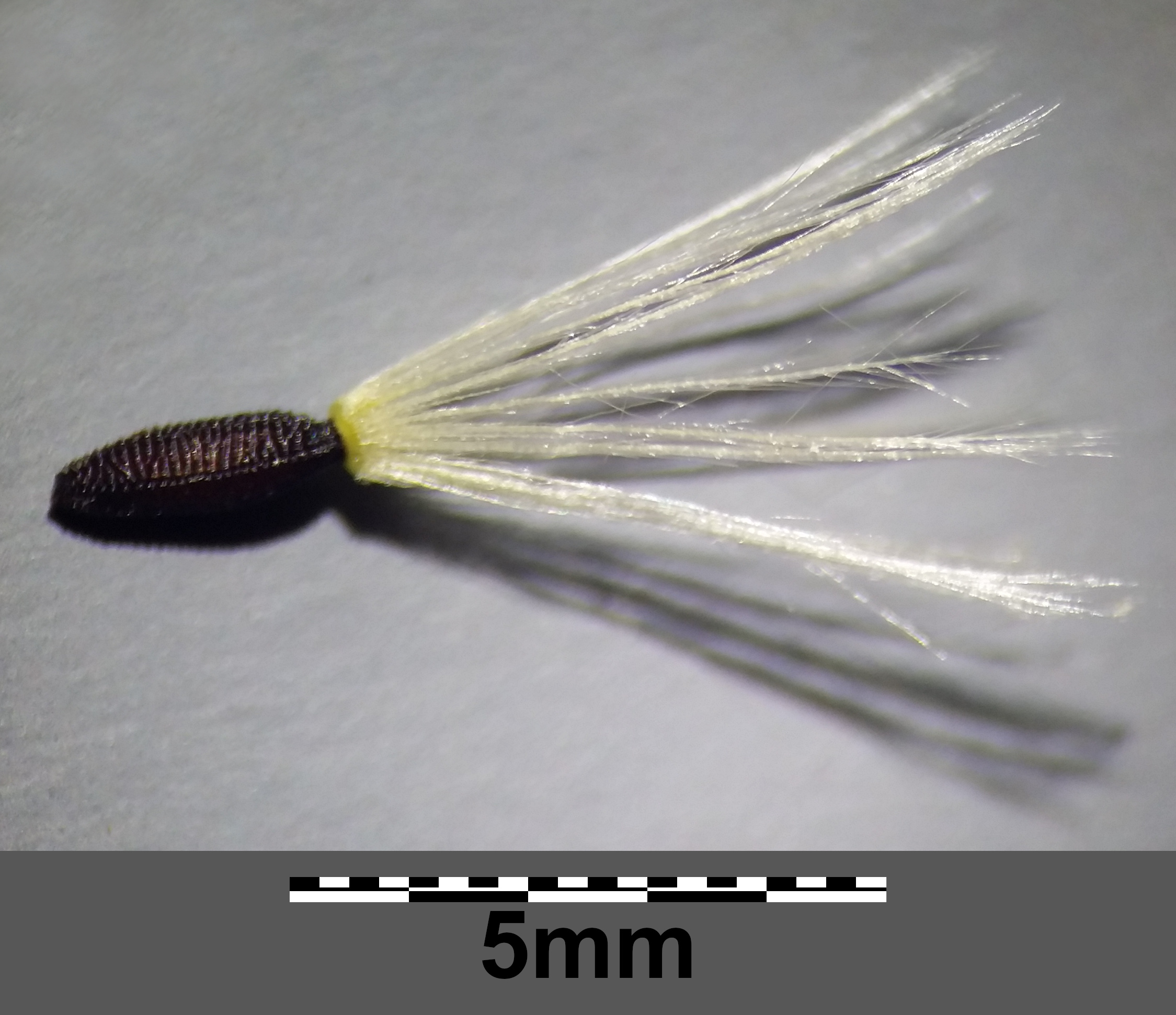
Achäne von Picris hieracioides subsp. hieracioides

## Ökologie
Beim Gewöhnlichen Bitterkraut handelt es sich um einen Hemikryptophyten. Vegetative Vermehrung durch Wurzelsprosse kommt vor.
Die Bestäubung erfolgt durch Insekten (Hymenoptera, Diptera), auch Selbstbestäubung ist möglich. Die Diasporen, es sind die Achänen, werden durch den Wind ausgebreitet.
Das Gewöhnliche Bitterkraut ist Wirtspflanze für die Pilzarten: Eriophyes picridis, Stictodiplosis picridis, Bremia lactucae, Entyloma picridis, Erysibe polygoni, Erysibe taurica, Leptosphaeria ogilviensis und Puccinia picridis. Ein seltener „Wurzelschmarotzer“ ist die Bitterkraut-Sommerwurz (Orobanche picridis).

## Vorkommen
Das Gewöhnliche Bitterkraut ist in Europa, in den gemäßigten Gebieten Asiens und in Indien, Nepal sowie Bhutan weitverbreitet. Im südlichen Afrika, in Australien, Neuseeland, auf Hawaii, in Kanada und in den Vereinigten Staaten ist es ein Neophyt.
Das Gewöhnliche Bitterkraut ist in Mitteleuropa häufig und wächst collin bis montan Höhenstufe in Höhenlagen von bis zu 1600 Metern in lückigen Rasengesellschaften, an Wegen, Dämmen, Wiesen, Waldrändern, in Steinbrüchen, Ödland, Dünengebüschen und Flusskies, ruderal beeinflussten Halbtrockenrasen und im Saum von Gebüschen. Es gedeiht meist auf basen- und meist kalkreichen, stickstoffhaltigen, wenig humosen, nicht zu trockenen Lehm- oder Tonböden. 
Das Gewöhnliche Bitterkraut ist eine Pionierpflanze und ein Kulturbegleiter. Nach Ellenberg ist es eine Lichtpflanze, intermediär kontinental wachsend. Das Gewöhnliche Bitterkraut ist Charakterart der Ordnung wärmebedürftiger und Trockenheit ertragender Ruderalfluren (Onopordetalia acanthii) bzw. eine Verbandcharakterart halbruderaler kontinentaler Halbtrockenrasen (Artemisio absinthii-Elymion hispidi).
In den Allgäuer Alpen steigt es in Gipfelnähe der Kanzelwand in Bayern in der Unterart Großblütiges Bitterkraut (Picris hieracioides subsp. grandiflora) in eine Höhenlage von bis zu 2030 Metern auf. Im Kanton Wallis steigt das Gewöhnliche Bitterkrautin eine Höhenlage von bis über 1800 Meter, auf dem Pilatus in eine Höhenlage von bis zu 2060 Meter.
Die Sippe ist ein eurasisch (kontinentales)-submediterranes Florenelement.

## Systematik
Die Erstveröffentlichung von Picris hieracioides erfolgte 1753 durch Carl von Linné in Species Plantarum Tomus II, S. 792.
Es ist eine sehr variable Art.
Je nach Autor gibt es in Mitteleuropa etwa vier Unterarten:
- Großblütiges Bitterkraut oder Gebirgs-Habichtskraut-Bitterkraut, Geöhrtes Bitterkraut (Picris hieracioides subsp. grandiflora (Ten.) Arcang., Syn.: Picris hieracioides subsp. paleacea (Vest) Domin & Podp.): Es kommt in Italien, Deutschland, Polen und in der Slowakei vor.[6]
- Gewöhnliches Bitterkraut s. str. oder Gewöhnliches Habichtskraut-Bitterkraut s. str. (Picris hieracioides subsp. hieracioides): Es kommt in Europa, in der Türkei, im Kaukasusgebiet, in Kasachstan, im westlichen Sibirien und in Indien vor.[3]
- Dorniges Bitterkraut oder Stacheliges Habichtskraut-Bitterkraut (Picris hieracioides subsp. spinulosa (Guss.) Arcang., Syn.: Picris hieracioides subsp. setulosa (Ces. & al.) Arcang.): Es kommt ursprünglich in Spanien, Frankreich, auf den Kanal-Inseln, in Italien, Sizilien, Malta, Kroatien, Slowenien, Albanien, Bosnien-Herzegowina, Griechenland, Rumänien, Bulgarien, Slowakei, Tschechien und in der Türkei vor.[6] In Deutschland kommt es als Neophyt vor, in der Schweiz und in Ungarn ist die Ursprünglichkeit fraglich.[6]
- Stängelumfassendes Bitterkraut oder Pippau-Habichtskraut-Bitterkraut (Picris hieracioides subsp. umbellata (Schrank) Ces.; Syn.: Picris hieracioides subsp. villarsii (Jordan) Nyman, Picris hieracioides subsp. auriculata (Sch. Bip.) Hayek, Picris hieracioides subsp. crepoides (Saut.) Nyman, Picris hieracioides subsp. sonchoides (Vest) Thell., Picris hieracioides subsp. tatrae (Borbás) Domin & Podp.): Es gibt Fundortangaben für Spanien, Andorra, Frankreich, Italien, die Schweiz, Liechtenstein, Österreich, Deutschland, Ungarn, Tschechien, Serbien, die Slowakei, Bulgarien und Rumänien.[6]

Außerhalb Mitteleuropas gibt es beispielsweise die Unterarten:
- Picris hieracioides subsp. japonica (Thunb.) Krylov; mit der Varietät:
  - Picris hieracioides subsp. japonica var. koreana Kitam.
- Picris hieracioides subsp. kamtschatica (Ledeb.) Hultén
- Picris hieracioides subsp. longifolia (Boiss. & Reut.) P.D.Sell: Sie kommt in Portugal und in Spanien vor.[6]
- Picris hieracioides subsp. rielii (Sennen) O.Bolòs & Vigo: Sie kommt in Spanien und in Frankreich vor.[6]

## Bilder
Picris hieracioides subsp. japonica:

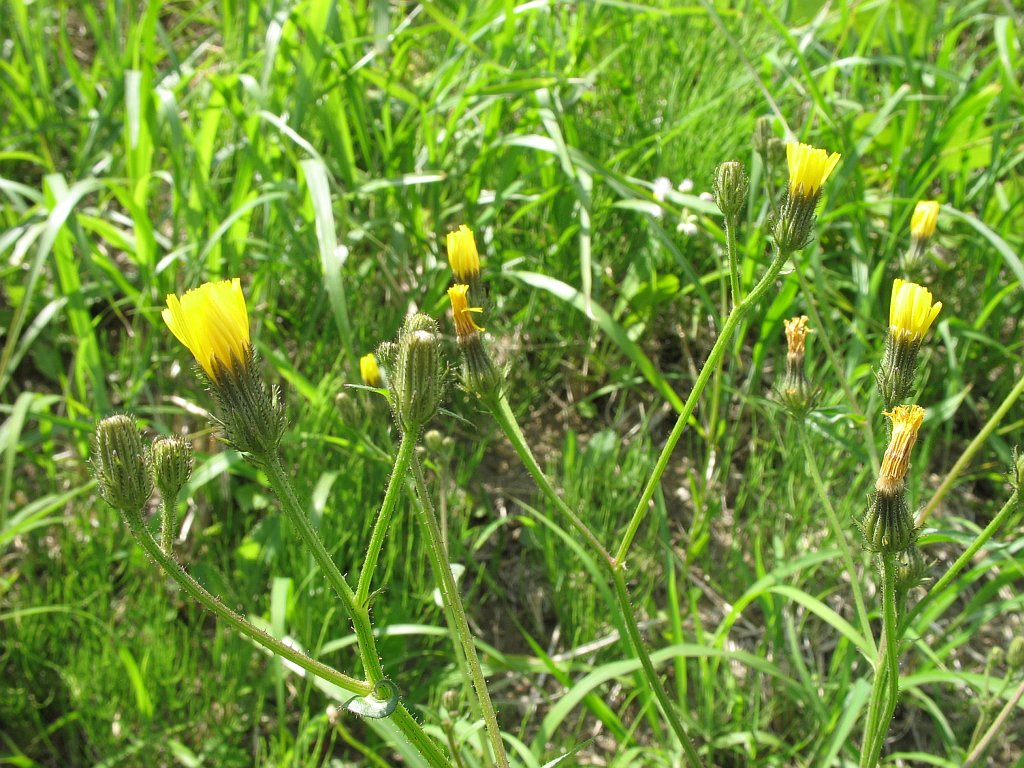
Im Habitat in Japan
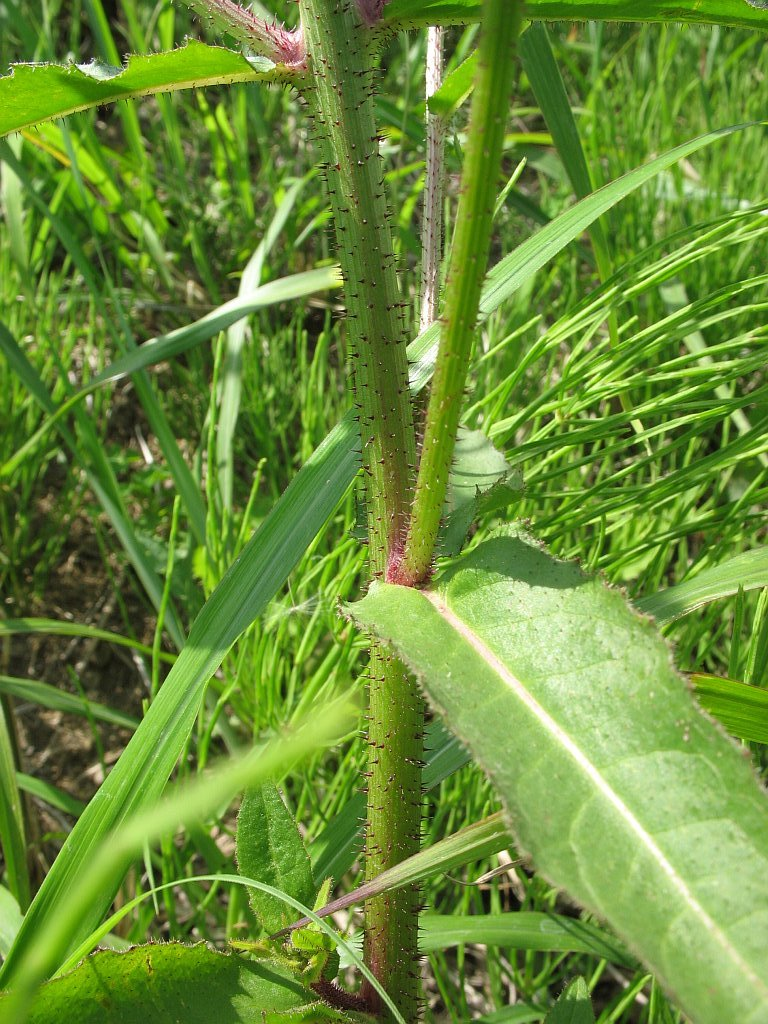
Stängel und Blatt
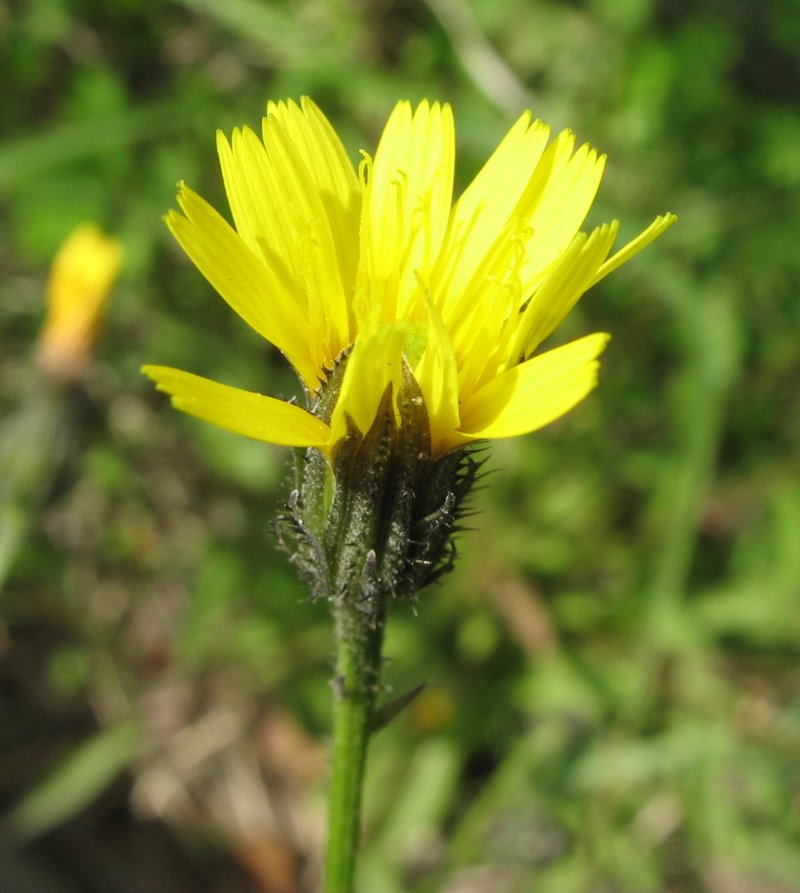
Blütenkörbchen mit gelben fünfzipfeligen Zungenblüten